# Federico Chiesa
Federico Chiesa (* 25. Oktober 1997 in Genua) ist ein italienischer Fußballspieler. Der Flügelstürmer steht in Diensten des FC Liverpool und ist A-Nationalspieler. Er stand vorher bei AC Florenz und Juventus Turin unter Vertrag. 2021 gewann er mit der italienischen Nationalmannschaft die Europameisterschaft.

## Karriere

### Vereine
Chiesa durchlief bis 2016 die Jugendabteilung der AC Florenz und wurde zur Saison 2016/17 von Trainer Paulo Sousa in den Profikader übernommen. Bereits am 20. August 2016, dem ersten Spieltag, kam Chiesa zu seinem Debüt in der Serie A, als er bei der 1:2-Niederlage gegen Juventus Turin der Startelf der Viola angehörte.
Anfang Oktober 2020 – kurz vor dem Ende der Transferperiode – wechselte Chiesa auf Leihbasis bis zum 30. Juni 2022 zu Juventus Turin. Zunächst wurde eine Leihgebühr in Höhe von 10 Millionen Euro fällig. Je nach Erreichen sportlicher Ziele hatte Juventus Turin entweder die Pflicht oder die Option, die Transferrechte von Chiesa nach dem Leihende zu erwerben. In beiden Fällen lag die Ablösesumme bei 40 Millionen Euro und kann sich durch Bonuszahlungen auf bis zu 50 Millionen Euro erhöhen. Unter dem Cheftrainer Andrea Pirlo zählte Chiesa zum Stammpersonal. In der Liga kam er auf 30 Einsätze (28-mal von Beginn), in denen er acht Tore erzielte. Dazu kamen acht Einsätze (sechsmal in der Startelf) in der Champions League, in denen er vier Tore erzielte. Zum Gewinn der Coppa Italia steuerte der Offensivspieler zwei Tore in vier Einsätzen bei. In der Liga und Champions League enttäuschte Juventus allerdings weitestgehend. Während man nach neun Meisterschaften in Folge auf dem vierten Platz nur knapp die Champions-League-Qualifikation erreichte, schied man in der laufenden Champions League Saison bereits im Achtelfinale aus. Die Kaufpflicht griff, und so wechselte Chiesa zur Saison 2022/23 fest nach Turin.
Nachdem Chiesa in den Planungen des im Sommer neu verpflichteten Juventus-Trainers Thiago Motta keine Rolle mehr gespielt hatte, wechselte er am 29. August 2024 für 12 Millionen Euro plus maximal drei Millionen Euro Bonus in die Premier League zum FC Liverpool.

### Nationalmannschaft
Chiesa spielte von der U19 an für italienische Jugendauswahlmannschaften. Am 24. März 2018 gab er sein Debüt für die A-Nationalmannschaft in Manchester gegen die Nationalmannschaft Argentiniens.
Bei der siegreichen Europameisterschaft 2021 gehörte er dem Kader an und wurde in jedem der sieben Turnierspiele eingesetzt. Anschließend wurde der Flügelspieler in das Team des Turniers gewählt. Auch bei der Europameisterschaft 2024 in Deutschland gehört Chiesa zum italienischen Kader.

## Titel
Nationalmannschaft
- Europameister: 2021

Juventus Turin
- Italienischer Pokalsieger (2): 2021, 2024
- Italienischer Supercupsieger: 2020

FC Liverpool
- Englischer Meister: 2025

Auszeichnungen
- Wahl in das Team des Turniers der Europameisterschaft 2021
- Verdienstorden der Italienischen Republik (Ritter) – für den Gewinn der Europameisterschaft 2021[7]
- Pallone Azzurro: 2021
- Team des Jahres der Serie A: 2021

## Privates
Federico Chiesa ist ein Sohn des ehemaligen Fußballspielers Enrico Chiesa. In der Saison 2020/21 spielte er bei Juventus Turin gemeinsam mit Gianluigi Buffon, der seinerseits von 1996 bis 1999 mit Chiesas Vater Enrico bei der AC Parma aktiv gewesen war.
Am 20. Juli 2024 heiratete Chiesa das Model Lucia Bramani.